# Pauluskirche (Jihlava)

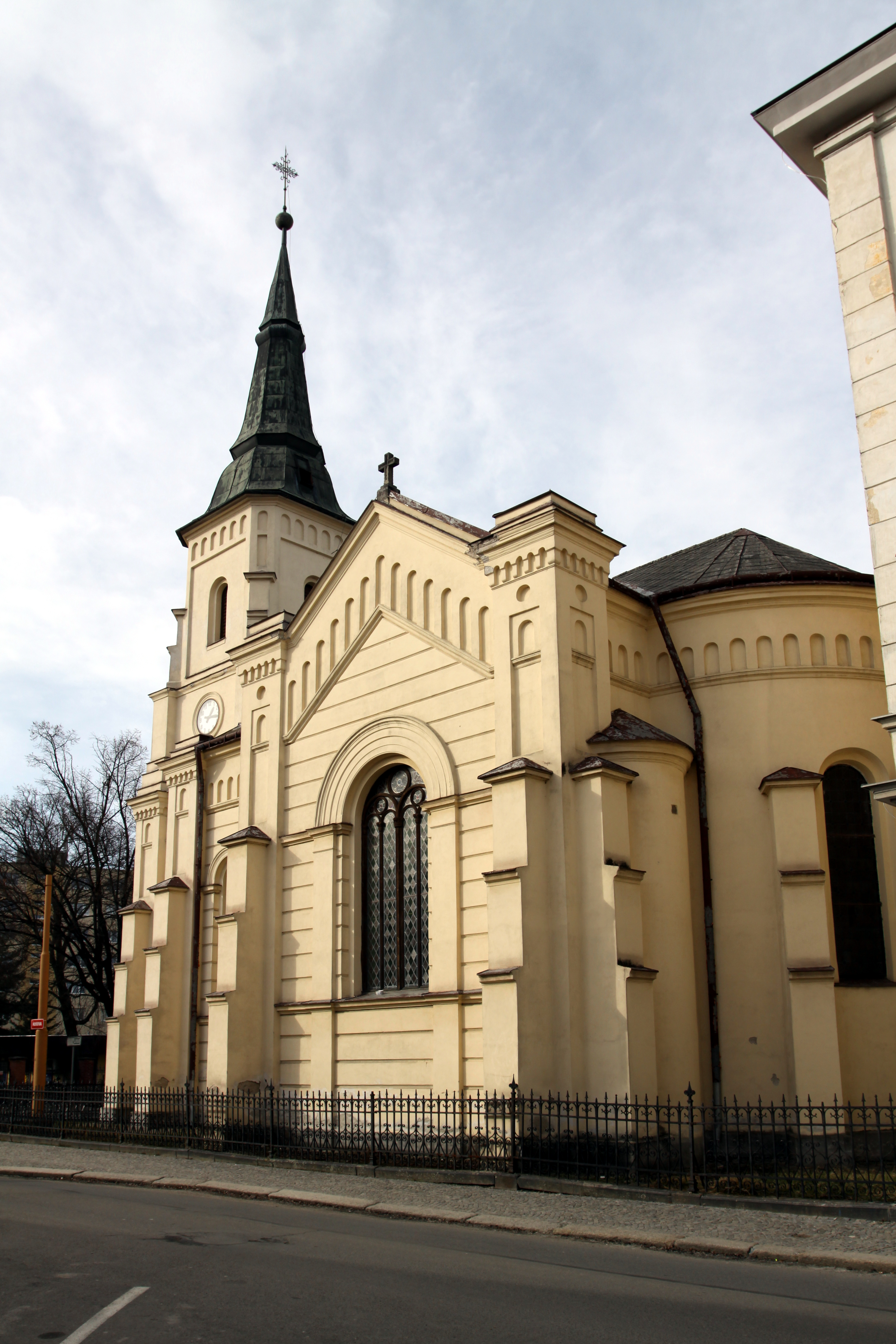
Pauluskirche in Iglau

Die Pauluskirche, auch Speratuskirche (tschechisch Kostel apoštola Pavla), ist eine evangelische Kirche in Jihlava (deutsch Iglau), einer Stadt in der Region Vysočina in Tschechien.

## Geschichte
Die 1824 als Filialgemeinde von Brünn gegründete evangelische Gemeinde von Iglau erhielt nach Erlass des Protestantenpatents von 1861, das die Gleichstellung der christlichen Religionsgemeinschaften im Habsburgerreich garantierte, in den Jahren 1875 bis 1878 ein eigenes Kirchengebäude. Finanziert wurde der nach Plänen des Baumeisters Alois Netsch errichtete Kirchenbau durch den Gustav-Adolf-Verein. Die Grundsteinlegung erfolgte am 15. August 1875, die Einweihung am 18. Oktober 1878. Die Kirche erhielt dabei ihren Namen konkret nach dem lutherischen Reformator Paul Speratus, der von 1522 bis 1523 in Iglau gewirkt hatte. 1911 erhielt die Kirche ihren Status als selbständige Pfarrkirche. Anschließend erfuhr der Kirchenbau einen Umbau durch den Architekten Eduard Neubauer, der anstelle des bestehenden niedrigeren Turms den heutigen monumentaleren Turmbau errichtete. Ab 1929 wurde die Kirche gemeinsam von tschechisch- und deutschsprachigen Evangelischen genutzt, seit 1946 ist sie Eigentum der Evangelischen Kirche der Böhmischen Brüder.

## Architektur
Die Iglauer Paulskirche stellt einen im Rundbogenstil errichteten kreuzförmigen Zentralbau dar, der durch Umbau aus der ursprünglichen Saalkirche entstanden ist. Der Kirchenraum ist über schweren Wandvorlagen mit klassischen Gebälkstücken kreuzgratgewölbt, im Schiff ist über rundbogigen Arkaden die Orgelempore eingebaut.